# Monmouth Castle
Monmouth Castle (tj. monmouthský hrad) je hrad  v Monmouthu, městě v Monmouthshiru na jihovýchodě Walesu nedaleko hranice s Anglií, historickém hlavním městě historického hrabství Monmouthshire. Patří mezi listed building, tedy stavby na seznamu chráněných památek.
Monmouthský hrad se nachází blízko středu Monmouthu na kopci nad řekou Monnow. Býval důležitým příhraničním hradem a narodil se zde jeden z anglických králů, Jindřich V. Plantagenet. Hrad sloužil svému účelu až do doby anglické občanské války, kdy třikrát změnil majitele než byl nakonec rozbořen, aby se zabránilo jeho vojenskému využití. Pak se částečně zhroutil v roce 1647 a na jeho místě byl vystaven Great Castle House, který dodnes slouží jako velitelství a muzeum ženijní vojenské jednotky Royal Monmouthshire Royal Engineers, jednoho z nejstarších fungujících pluků britské armády.

## Hraniční hrad Normanů

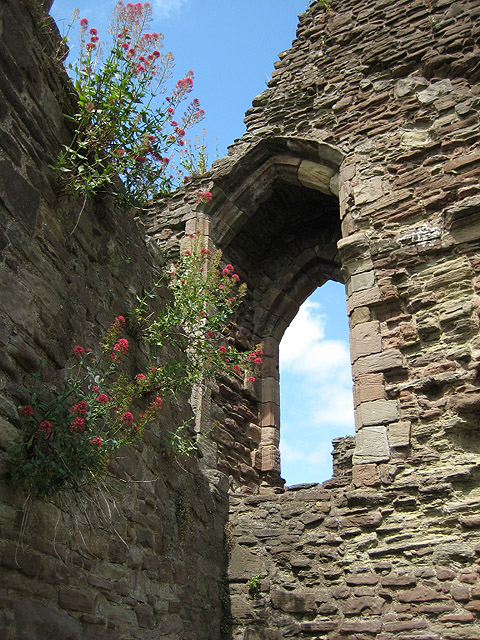
Zbytky středověké Velké věže s oknem

Hned po ovládnutí Anglie Normany ustanovil Vilém I. Dobyvatel tři ze svých nejdůvěryhodnějších, Hugha z Avranches, Rogera z Montgomerie a Williama FitzOsberna hrabaty v Chesteru, Shrewsbury a Herefordu. Smyslem zřízených hrabství bylo zajistit hlídání hranice a také poskytnout opěrné body pro normanskou invazi do Walesu. Během následujících čtyř staletí zřídili normanští páni příhraniční panství mezi Dee a Severnem a dále na západ. Do Walesu přicházely vojenští dobrodruzi z Normandie i odjinud, aby zde zabírali zem a dále ji rozdělovali mezi své příznivce.
Monmouthský hrad založil William FitzOsbern mezi lety 1066 a 1069 jako protiváhu svého druhého významného hradu v Chepstowu. Postavil ho na poměrně vyvýšeném místě, odkud měl přehled nad soutokem Monnow a Wye. Původně se jednalo o kruhovou pevnost z hlíny a dřeva a její existence byla zaznamenána v Domesday Book. Monmouth tak byl od počátku jedním z mnoha hraničních hradů typických tuto oblast, jako byly například sousední Grosmont Castle, Skenfrith Castle, White Castle a Abergavenny Castle. Stejný byl i jeho význam a statut, byl ovládán jedním z menších, hraničních pánů. Někdy před rokem 1150 byl dřevěný hrad rozšířen o kamenné prvky. Jeho věže byly do jisté míry podobné těm na Chepstow Castle, hradě, které byl FitzOsberna postaven více na jih, na spodním toku Wye.

## Rozšíření
Hrad byl krátce v držení Simona de Montforta šestého hraběte z Leicesteru, a pak se stal jeho majitelem Edmund Crouchback, hrabě z Lancasteru a syn anglického panovníka Jindřicha III. Plantageneta. Ten hrad přestavěl, vystavil Halu a udělal hrad svým hlavním sídlem v oblasti. Pak jej také přestavěl Henry z Grosmontu, první vévoda z Lancesteru. Během tohoto období byla na hrad dodána velká zdobená okna do horní části Velké věže, která také dostala novou střechu. Jak se okolo hradu začalo rozvíjet město, bylo opevnění hradu rozšířeno o městskou zeď a ke konci třináctého století byl postaven také opevněný most přes Monnow.
Na hradě byl krátce držen jako vězeň Eduard II., který byl poté převezen na Berkeley Castle, kde také zemřel. Monmouthský hrad byl pak oblíbeným sídlem krále Jindřicha IV. Anglického a tak se právě zde narodil jeho první manželce, Marii de Bohun, pozdější anglický král Jindřich IV. Anglický.
Během desetiletého povstání Owaina Glyndŵra nebyl samotný hrad nijak dotčen, neboť byl poměrně dobře opevněným útočištěm a pro v zásadě partyzánskou válku se nabízela v jeho okolí řada snazších cílů. Nicméně povstání poznamenalo okolní sídla i okolní hrady, například byly vypáleny Grosmont a Abergavenny] a dobyty hrady Crickhowell a Newport Castle. 
V dalších stoletích postupně ztrácel hrad svůj obranný účel, vnější nádvoří se začalo používat jako tržiště a dnes tvoří náměstí Agincourt Square. V šestnáctém století se Monmouth stal hlavním městem nově vzniklého hrabství Monmouthshire, což pozvedlo i význam hradu.

## Občanská válka

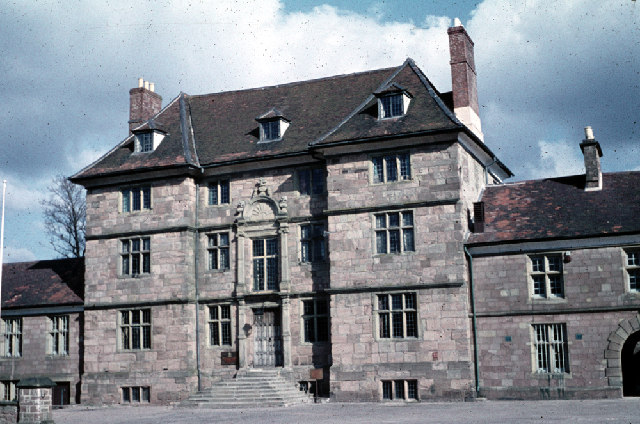
Budova Great Castle House

Během Anglické občanské války změnil monmouthský hrad třikrát majitele, až v roce 1645 skončil v rukou příznivců parlamentu. Když v roce 1646 navštívil hrad Oliver Cromwell, nařídil jeho demolici, aby nemohl být napříště nějak vojensky využit. Kruhová věž padla 20. března 1647.
Pak byl v roce 1673 postaven Great Castle House na místě bývalé věže Henrym Somersetem prvním vévodou z Beaufortu. Ten dnes patří mezi chráněné budovy.

## Dnešní stav

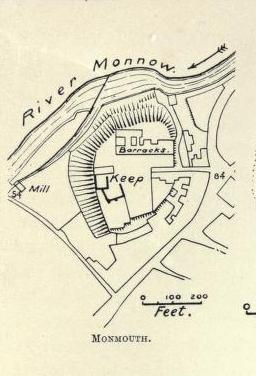
Plán hradu v roce 1904

Z celého původního hradu dnes zbývají nad zemí jen zlomky zahrnující Velkou věž a Halu a zbytky zdí. Naopak dnes stojí Castle House a Great House postavené později. Od roku 1875 je hrad sídlem Royal Monmouthshire Royal Engineers, tedy ženijní jednotky domobrany, která zde má své velitelství. Je to jeden z mála britských hradů, který je neustále ve vojenských rukou.
Zmíněná jednotka zde má také muzeum, které je umístěné v křídle bývalých stájí přiléhajícím ke Great Castle House. Jsou zde exponáty z celé historie pluku od roku 1539 až do dnes.